# 1911 en architecture
| Années de l'architecture : 1908 - 1909 - 1910 - 1911 - 1912 - 1913 - 1914    |
| Décennies de l'architecture : 1880 - 1890 - 1900 - 1910 - 1920 - 1930 - 1940 |

Cet article présente les faits marquants de l'année 1911 en architecture.

## Réalisations
- Walter Gropius et Adolf Meyer construisent l'usine Fagus à Afeld an der Leine.
- Frank Lloyd Wright construit Taliesin, sa résidence d'été, à Spring Green.
- Inauguration du nouvel hôtel de ville de Chicago par l'agence d'architectes Holabird and Root.
- Lucien Weissenburger et Alexander Mienville construisent la brasserie Excelsior et l'hôtel d'Angleterre à Nancy, décorés par Louis Majorelle et Jacques Grüber.
- Achèvement du Palais Stoclet de Josef Hoffmann, à Bruxelles
- Japon : construction du Palais d’Akasaka, en pierre et selon les canons de l'architecture occidentale classique.
- Maison Kittleson de style American Foursquare, États-Unis, Barneveld, Wisconsin.

## Événements
- Le concours du plan d'urbanisme de Canberra est gagné par Walter Burley Griffin.

## Récompenses
- AIA Gold Medal : George Browne Post.
- Royal Gold Medal : Wilhelm Dörpfeld.
- Prix de Rome : René Mirland.

## Naissances
- 16 juillet : John Lautner († 24 octobre 1994).
- 20 octobre : Bernard Zehrfuss († 3 juillet 1996).

## Décès
- 23 mai : John Douglas (° 11 avril 1830) .